# 浜町駅 (平安北道)
浜町駅（ピンジョンえき、はままちえき、朝鮮語: 빈정역）は、朝鮮民主主義人民共和国平安北道新義州市にかつて存在した鉄道駅。

## 歴史
- 1935年11月1日：開業[1]。
- 1941年11月15日：廃止[2]。

## 隣の駅
新義州江岸線
新義州青年駅 - 浜町駅 - 新義州江岸駅